# Minpension.se
Minpension.se (ibland skrivet minPension) är en pensionsportal där den som tjänar in till pension i Sverige kostnadsfritt kan se sin hittills intjänade pension och göra pensionsprognoser. Minpension är ett samarbete mellan staten och pensionsbolagen.

## Utmärkelser och kritik
Minpension.se fick IT-pris som bästa E-tjänst av Guldlänksjuryn 2005.
Sidan har kritiserats av Timbro för att bortse från ekonomisk tillväxt som en faktor i pensionsberäkningarna med hänvisning till att fokusgrupper "visade tydligt att de flesta har svårt att förhålla sig till begreppet tillväxt".